# Diana (zeiță)
Diana este zeița vânătorii din mitologia romană, fiind echivalenta romană a zeiței  Artemis din mitologia greacă.

## Mitologie
Diana era adeseori asociată cu animalele sălbatice, pădurile, fiind  zeița vânătorii, și cu Luna. Era faimoasă pentru puterea, grația atletică și frumusețea sa.
Era fiica lui Jupiter și a Latonei. S-a născut pe insula Delos și era soră geamănă cu Apollo. La început a avut aceleași caracteristici cu fratele ei: era o divinitate răzbunătoare, care semăna molimi și moarte printre muritori. Diana își secondează fratele în numeroase acțiuni: îl însoțește în exil atunci când Apollo ispășește omorârea Pythonului, este alături de el în războiul troian, participă împreună cu el la uciderea copiilor Niobei etc. Când Apollo ajunge să fie identificat cu Helios (Soarele), Diana este identificată cu Selene (Luna).
Mai târziu, Diana capătă calități de zeitate binefăcătoare: ea era, de pildă, considerată protectoare a câmpurilor, a animalelor și a vindecărilor miraculoase. În calitatea sa de zeiță a vânătorii, era înfățișată ca o fecioară sălbatică, singuratică și care cutreiera pădurile însoțită de o haită de câini, dăruiți de Pan, ucigând animalele cu arcul și cu săgețile ei făurite de Vulcanus. Insensibilă la dragoste, îi pedepsea pe toți cei care încercau să se apropie de ea, iar dacă la rândul său încerca să se apropie de vreun muritor, dragostea ei era rece și stranie.

### Diana și Acteon

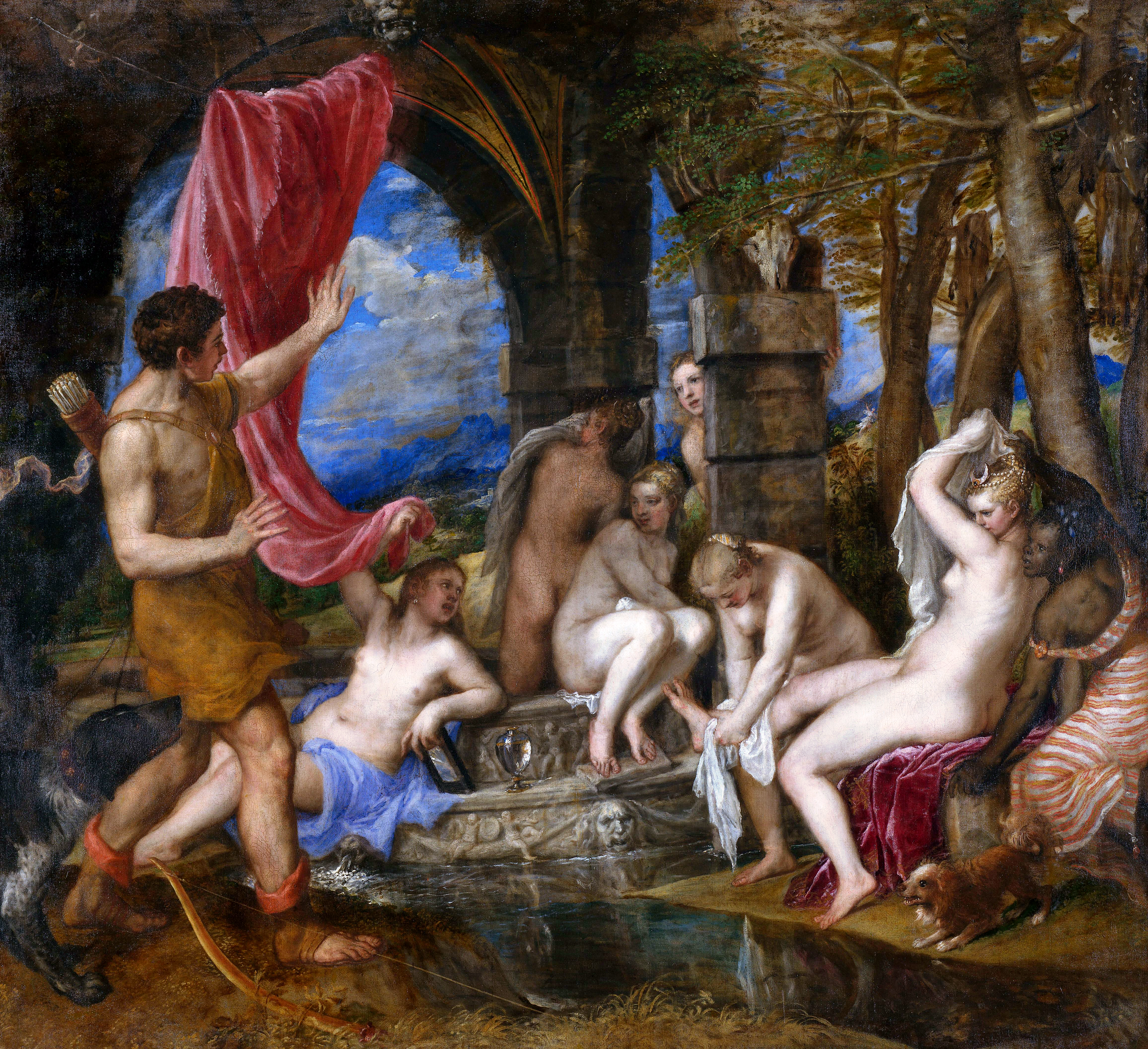
Diana și Acteon (pictură de Tiziano Vecellio, 1556-59)

Legenda mitologică „Diana și Acteon” este prezentată în Metamorfozele lui Ovidiu. Aici se povestește cum Acteon, aflat la vânătoare (însoțit de proprii câini), o surprinde pe zeița Diana despuiată, cu suita ei, la baie. Diana, mâniată, îl metamorfozează pe Acteon într-un cerb, pe care câinii lui Acteon îl sfâșie în bucăți.